# Polihoron
| 4-simpleks (5-celica) | 4-ortopleks (16-celica) | 4-kocka (8-celica, teserakt) |
| 24-celica             | 120-celica              | 600-celica                   |

Polihoron je štirirazsežni politop. Oblika se včasih imenuje 4-politop ali poliedroid. Analogna oblika v dveh razsežnostih se imenuje mnogokotnik, v treh razsežnostih pa polieder.

## Definicija
Polihoroni so zaprte štirirazsežne oblike. Opiše se jih lahko z analogijo trirazsežnih poliedrov kot so piramide in kocke. Najbolj znan primer polihorona je teserakt ali hiperkocka. Pri teseraktu se lahko določi oglišča, robove, stranske ploskve in celice. Celica je trirazsežni analog stranske ploskve in je tako polieder.
Zadoščeno mora biti naslednjim zahtevam:
1. vsaka stranska ploskev mora združevati natanko dve celici
2. sosednje celice niso v isti trirazsežni hiperravnini
3. oblika ni sestavljena iz drugih oblik, ki odgovarjajo zgornjim zahtevam.

## Eulerjeva karakteristika
Eulerjeva karakteristika za 4-politope, ki so topološko 3-sfere (vključno z vsemi konveksnimi 4-politopi) je enaka nič. To je χ=V-E+F-C=0. 
Naslednja preglednica to dokazuje
| ime        | Schläflijev simbol | oglišča | robovi | stranske ploskve | celice | χ |
| ---------- | ------------------ | ------- | ------ | ---------------- | ------ | - |
| 5-celica   | {3,3,3}            | 5       | 10     | 10               | 5      | 0 |
| 16-celica  | {3,3,4}            | 8       | 24     | 32               | 16     | 0 |
| teserakt   | {4,3,3}            | 16      | 32     | 24               | 8      | 0 |
| 24-celica  | {3,4,3}            | 24      | 96     | 96               | 24     | 0 |
| 120-celica | {5,3,3}            | 600     | 1200   | 720              | 120    | 0 |
| 600-celica | {3,3,5}            | 120     | 720    | 1200             | 600    | 0 |

## Značilnosti
- polihoron je konveksen, če njegove meje (celice, stranske ploskve in robovi) ne sekajo samih sebe in, če je  poljubna daljica, ki povezuje točki polihorona, v polihoronu ali njegovi notranjosti. V vseh drugih primerih je polihoron  nekonveksen. Polihorone, ki sekajo samega sebe, imenujemo zvezdasti polidoroni. To ime so dobili po analogiji z zvezdastimi oblikami nekonveksnih Kepler-Poinsotovimi poliedri.
- polihoron je uniformen, če ima grupo simetrije v kateri so vsa oglišča enakovredna in njegove celice so uniformni poliedri. Robovi uniformnega polihorona morajo imeti enako dolžino.
- uniformni polihoron je polpravilen, če so njegove celice pravilni poliedri. Celice lahko sestavljata dve različni vrsti, morajo pa tvoriti isto vrsto stranskih ploskev.
- polpravilni polihoron  je pravilni, če so vse celice iste vrste iz pravilnega poliedra.
- pravilni polihoron, ki je tudi konveksni polihoron je tudi konveksni pravilni polihoron.
- polihoron je prizmatičen, če je kartezični produkt dveh politopov z nižjo razsežnostjo.